# ExFAT
exFAT (Extended File Allocation Table), és un sistema d'arxius propietari dissenyat específicament per sistemes d'emmagatzament sòlid (memòria flash) presentat amb el sistema operatiu Microsoft Windows Embedded CE 6.0 el novembre de 2006.
El sistema exFAT està pensat per ser usat en aplicacions on el sistema NTFS no és una solució factible degut al problema del data structure overhead i que en l'actualitat el suporten a més del WinCE 6.0, Windows Vista SP1, Windows Server 2008 RTM (server) i Windows 7 (build 6801 o posterior).

## Avantatges
Respecte des anteriors sistemes FAT presenta les següents característiques:
- Límit teòric de 264bytes (16 Exbibytes) (el sistema FAT32 era de 2³² bytes (4 Gibibytes).
- Clúster de fins a 2255 sectors, límit implementat de 32MB.
- Millora de rendiment en l'assignació de l'espai lliure i la velocitat d'esborrar gràcies a la introducció de la free space bitmap.
- Suport per a més de 2¹⁶ fitxers en un únic directori.
- Suport pel sistema de fitxers TFAT (opció activable als sistemes WinCE; no suportada encara en Windows Vista SP1).[1]
- Suport de llistes de control d'accés.
- Timestamps poden ser en UTC[2] en comptes de ser únicament en local time (des de Vista SP2)

A més a més, ocupa menys la data structure overhead que el sistema NTFS. Per exemple, una unitat flash de 4 Gb formatada pren 47,2 Mb d'espai quan el sistema exFAT pren només 96 kb.

## Inconvenients
- No soporta la tecnologia ReadyBoost de Windows Vista.
- No esta clara la llicència d'ús d'aquest sistema; no obstant, Microsoft ha patentat parts del sistema FAT.[4]
- Sistemes operatiu anteriors no el suporten.[5]

Sembla que alguns usuaris han aconseguit usar unitats exFAT en sistemes Microsoft Windows XP i 2003 copiant 2 fitxers (uexfat.dll i exfat.sys) des d'una instal·lació existent a la carpeta corresponent del Windows XP i 2003.